# Odd Fellow Ordenen
 Der er for få eller ingen kildehenvisninger i denne artikel, hvilket er et problem. Du kan hjælpe ved at angive troværdige kilder til de påstande, som fremføres i artiklen.

Odd Fellow Ordenen er en loge. Logens historie begyndte i USA, hvor en indvandrer fra England oprettede den første loge i 1819. I 1878 indførte Julius Meyer logen i Danmark. Odd Fellow Ordenen angiver at have 96.000 medlemmer i Europa, heraf 87.000 i de nordiske lande. I Danmark har de hovedadresse i Odd Fellow Palæet i Bredgade i København.

## Formål
"At udbrede venskabets, kærlighedens og sandhedens grundprincipper mellem menneskene, at styrke dem i kærlighed til en Gud og deres næste og lære dem, at ord ikke er nok, men at disse lærdomme må omsættes i handling, for at hver enkelt efter sin evne derved kan bidrage til menneskenes forbedring og fuldkommengørelse"
Formålet kan deles i to:
1. Det udadvendte (et praktisk formål)
2. Det indadvendte (et etisk formål)

I de ældre tider betød det i praksis, at det forventes af en, at man skulle besøge de syge, hjælpe de trængende, begrave de døde og opdrage de forældreløse.
Logerne i Danmark er omfattende. Der er i alt 105 Broderloger samt 93 Søsterloger, dertil kommer diverse Partriark og Matriarklejre, Cantonner, ungdomsforeninger mv.